# Sinodrepanus similis
Sinodrepanus similis är en skalbaggsart som beskrevs av Simonis 1985. Sinodrepanus similis ingår i släktet Sinodrepanus och familjen bladhorningar. Inga underarter finns listade i Catalogue of Life.